# Euconocephalus femoralis
Euconocephalus femoralis är en insektsart som först beskrevs av Walker, F. 1869.  Euconocephalus femoralis ingår i släktet Euconocephalus och familjen vårtbitare. Inga underarter finns listade i Catalogue of Life.